# Дремлик Тунберга
Дре́млик Ту́нберга (лат. Epipāctis thunbērgii) — вид рода Дремлик (Epipactis) семейства Орхидные, или Ятрышниковые (Orchidaceae).

## Название
Русское название род Дремлик получил из-за поникающих, как бы «дремлющих» цветков.
Видовой эпитет — в честь шведского ботаника и путешественника Карла Петера Тунберга (1743—1828).

## Ботаническое описание

### Морфология

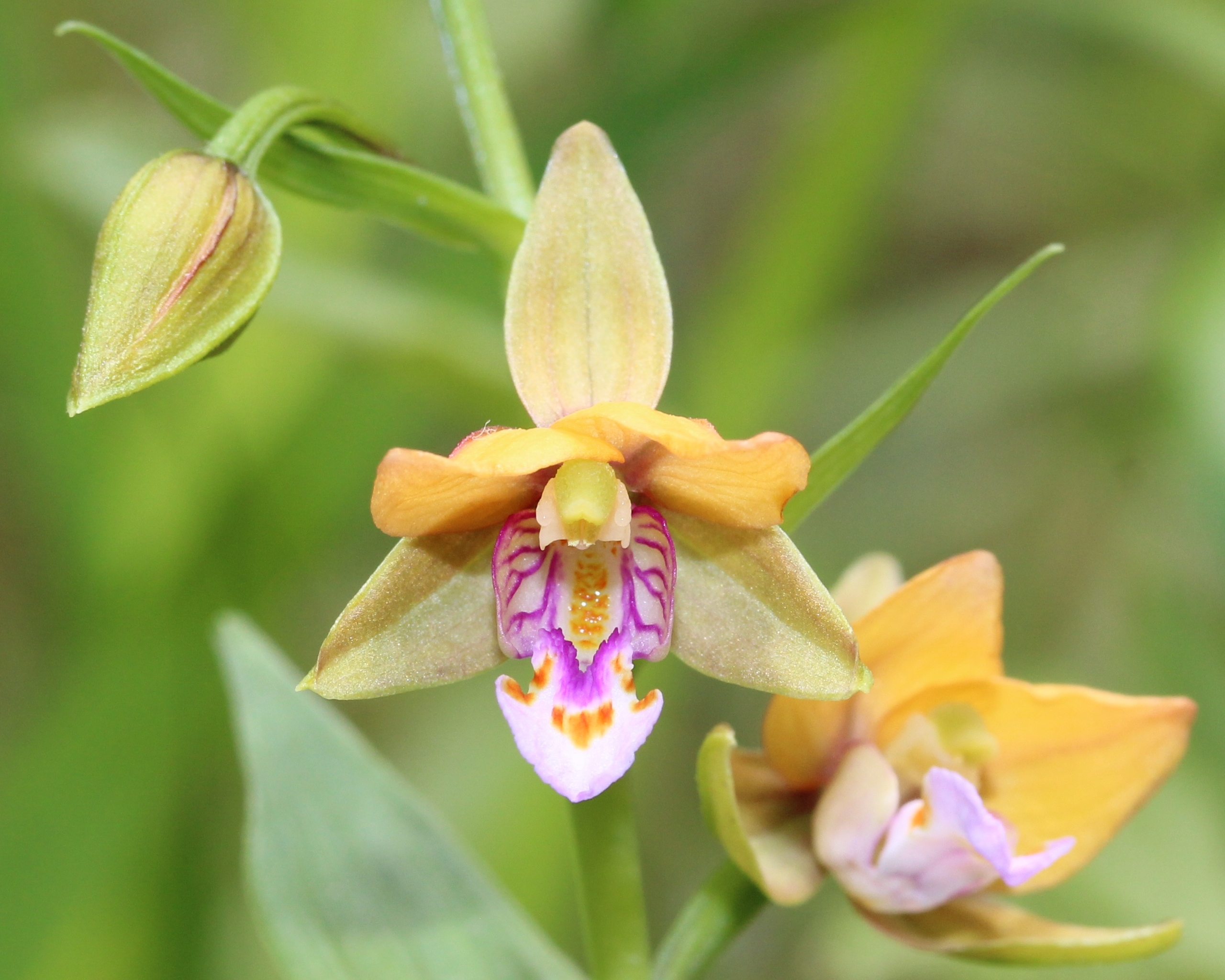
Средняя часть соцветия

Многолетнее травянистое растение с длинным корневищем и корнями. Стебель высотой 20—30  (до 45—90 см).
Листья количеством от четырёх до семи, яйцевидно-ланцетные, заострённые, 6—12 см длиной и 3—5 см шириной.
Соцветие  — рыхлый колос, на котором расположено от 4 до 12 цветков 1—1,5 см в диаметре. Наружные листочки околоцветника (чашелистики) яйцевидные, грязновато-бурые; боковые внутренние листочки (лепестки) — треугольно-яйцевидные, желтовато-розоватого цвета, иногда с пурпурной средней жилкой. Губа от желтоватой до бледно-лиловой с фиолетовыми жилками и желтоватыми крапинками на задней вогнутой доле (гиполихии). Передняя доля (эпилихий) фиолетовая, треугольной формы, отделена от гиполихия перетяжкой.
Цветёт в июне — июле, плодоносит в сентябре.
Диплоидный набор хромосом 2n = 40

### Размножение и онтогенез
Период покоя семян не менее двух лет. После перехода особи к автотрофному росту связь с протокормом быстро утрачивается. Ювенильная фаза протекает 1—2 года, столько же длится взрослая фаза. Взрослые вегетативные и генеративные побеги начинают ветвиться в подземной части, что ведёт к формированию клонов, существующих десятки лет. При вегетативном размножении связь между корневищами особей утрачивается через 3—5 лет. Семенная продуктивность высока (по 2—2,5 тысяч семян в каждой коробочке).

### Консортивные связи
Среди опылителей замечены четыре вида мух-журчалок, а также муравьи.
В протокорме хорошо развита микориза (до 80%), тогда как ювенильные автотрофные особи полностью освобождаются от гриба. В корнях взрослых особей нередко вновь обнаруживаются инфицированные грибом участки.

## Распространение и среда обитания
Восточно-азиатский вид. В России встречается в южной части Дальнего Востока: юг Приморья, в Еврейской автономной области (в долинах рек Амур, Унгун, в междуречье Амур — Самара, в окраинах сёл Ленинское и Нижнеспасское) и Амурской области (Благовещенский и Тамбовский районы). За рубежом известен в Японии, на востоке Китая и в Корее.
Вид свето- и влаголюбив, предпочитает богатые гумусом почвы, также встречается на песчаных, оглееных и сфагновых субстратах, где имеет меньшие размеры.  Произрастает только на сырых осоко-разнотравных и вейниково-разнотравных лугах, низинных болотцах, часто вдоль мелких ручьев. В благоприятных условиях растение образует крупные клоны с плотностью до 300 побегов на 1 м².

## Охранный статус
В Приморском крае биотопы местообитания дремлика Тунберга интенсивно осваиваются под сельское хозяйство. Вид занесён в Красные книги Амурской области и Еврейской автономной области. Охраняется на территориях заповедников: Дальневосточного морского, Комсомольского и Ботчинского, а также Муравьевского национального парка.

## Классификация

### Таксономическая схема
|  |                                      |  |                                                             |                                                             |                    |  | ещё 13 семейств (согласно Системе APG IV) | ещё 13 семейств (согласно Системе APG IV)                             |                                                                       |  |  |  | ещё 90—100 родов                              | ещё 90—100 родов     |  |  |
|  |                                      |  |                                                             |                                                             |                    |  | ещё 13 семейств (согласно Системе APG IV) | ещё 13 семейств (согласно Системе APG IV)                             |                                                                       |  |  |  | ещё 90—100 родов                              | ещё 90—100 родов     |  |  |
|  |                                      |  |                                                             | порядок Спаржецветные                                       |                    |  |                                           |                                                                       | подсемейство Эпидендровые                                             |  |  |  |                                               | вид Дремлик Тунберга |  |  |
|  |                                      |  |                                                             | порядок Спаржецветные                                       |                    |  |                                           |                                                                       | подсемейство Эпидендровые                                             |  |  |  |                                               | вид Дремлик Тунберга |  |  |
|  | отдел Цветковые, или Покрытосеменные |  |                                                             |                                                             | семейство Орхидные |  |                                           |                                                                       | род Дремлик                                                           |  |  |  |                                               |                      |  |  |
|  | отдел Цветковые, или Покрытосеменные |  |                                                             |                                                             |                    |  |                                           |                                                                       |                                                                       |  |  |  |                                               |                      |  |  |
|  |                                      |  | ещё 63 порядка цветковых растений (согласно Системе APG IV) | ещё 63 порядка цветковых растений (согласно Системе APG IV) |                    |  |                                           | ещё 4 подсемейства: Апостасиевые, Циприпедиевые, Ванильные и Орхидные | ещё 4 подсемейства: Апостасиевые, Циприпедиевые, Ванильные и Орхидные |  |  |  | около 60—80 видов (на территории РФ 14 видов) |                      |  |  |
|  |                                      |  |                                                             | ещё 63 порядка цветковых растений (согласно Системе APG IV) |                    |  |                                           |                                                                       | ещё 4 подсемейства: Апостасиевые, Циприпедиевые, Ванильные и Орхидные |  |  |  |                                               |                      |  |  |

### Синонимы
По данным The Plant List, в синонимику вида входят:
- Amesia thunbergii (A.Gray) A.Nelson & J.F.Macbr.
- Arthrochilium thunbergii (A.Gray) Szlach.
- Epipactis gigantea var. manshurica Maxim. ex Kom.
- Epipactis gigantea var. thunbergii (A.Gray) M.Hiroe
- Epipactis longifolia Blume, nom. illeg.
- Epipactis thunbergii f. flava Ohwi
- Epipactis thunbergii var. manshurica (Maxim. ex Kom.) Tang & F.T. Wang
- Helleborine chinensis Soó
- Helleborine longifolia Soó, nom. illeg.
- Helleborine thunbergii (A.Gray) Druce
- Limodorum thunbergii (A.Gray) Kuntze
- Serapias longifolia Thunb., nom. illeg.